# Chiang Ching-kuo
Dans ce nom chinois, le nom de famille, Chiang, précède le nom personnel Ching-kuo.
Chiang Ching-kuo, ou Tchang Ching-kuo (en chinois traditionnel : 蔣經國 ; en pinyin : Jiǎng Jīngguó), né le 27 avril 1910 dans le district de Fenghua et mort le 13 janvier 1988 à Taipei, est un homme d'État, fils de Tchang Kaï-chek.
Membre du Kuomintang à partir de 1938, il occupa à partir de 1939 différents postes dans l’administration et le gouvernement de la république de Chine, culminant avec ceux de Premier ministre de 1972 à 1978 et de président de 1978 à sa mort en 1988. Formé en Union soviétique, il contribua à instaurer à Taïwan un régime autoritaire et policier, mais devenu président, il entreprit une libéralisation progressive du régime politique et favorisa la levée de la censure des médias et de l’expression publique. Il encouragea la participation des Taïwanais à l’administration et au KMT, jusque-là fiefs des continentaux ayant suivi Tchang Kaï-chek depuis la Chine en 1949 et de leurs enfants, ouvrant ainsi la voie à son successeur Lee Teng-hui. Le 14 juillet 1987, il leva la loi martiale en vigueur depuis le 19 mai 1949, signalant le début des réformes démocratiques à Taïwan.

## Jeunesse
Il nait de Mao Fumei (毛福梅), première femme de Tchang Kaï-chek, et passe son enfance auprès d’elle et de sa grand-mère paternelle dans sa région de naissance. Son père, engagé dans ses activités politiques, est plutôt basé à Shanghai et se préoccupe de son éducation à distance. De 1916 à 1919, il fréquente un cours élémentaire privé à Wushan, Xikou. Son prénom social est Jiànfēng (建豐).
En 1920, son père lui adjoint un précepteur pour l’étude des Quatre Livres.
En 1921, à la mort de sa grand-mère, son père le fait venir à Shanghai où il vit avec une « concubine », Yao Yecheng (姚冶誠), et un fils cadet adoptif présenté à l’époque comme fils biologique, Chiang Wei-kuo. Tchang Kaï-shek lui fait apprendre l’anglais et rédiger une lettre hebdomadaire en chinois. Chiang Ching-kuo, qui manifeste un intérêt précoce pour les affaires publiques, soumet à travers cet exercice en 1924 un projet de gestion de la population rurale de Xikou comprenant l’instauration d’une éducation publique gratuite jusqu’à la maitrise de 1000 caractères chinois.
Il entre en 1925 au collège Pudong de Shanghai, mais des troubles dans la région le font rapidement transférer à Pékin dans l’établissement d’un ami paternel, Wu Zhihui (吳稚暉). Là, il rejoint des groupes d’étudiants de sensibilité communiste et se définit comme un « révolutionnaire progressiste ». Il conçoit le projet de poursuivre ses études à l’université Sun Yat-sen de Moscou, établissement accueillant des élèves choisis par le KMT et le PCC et formant des cadres révolutionnaires. Bien que politiquement de droite, son père donne son approbation sur le conseil de Chen Guofu (陳果夫).

## Années russes (1925-1937)
Chiang Ching-kuo arrive donc en 1925 à Moscou où il est rebaptisé Nikolaï Vladimirovitch Elizarov (Николай Владимирович Елизаров). À l’université Sun Yat-sen, il a pour camarade Deng Xiaoping. Il devient un trotskiste convaincu, mais se verra poussé par Staline à renier sa position lors des Grandes Purges. Il rejoint la ligue de la jeunesse communiste chinoise et le Komsomol.
En avril 1927, Tchang Kaï-chek expurge l’aile gauche du KMT et les communistes du gouvernement et renvoie ses conseillers soviétiques. Chiang Ching-kuo n’est pas renvoyé en Chine comme les autres élèves présentés par le KMT, mais maintenu sous surveillance en tant qu’« hôte de l’URSS ». Il signe un éditorial critiquant violemment la décision de son père. Il est assigné à un poste dans l'usine Ouralmach de Sverdlovsk. C’est là qu’il rencontre Faïna Ipatevna Vakhreva (nom chinois Chiang Fang-liang 蔣方良), d’origine biélorusse, qu’il épouse le 15 mars 1935. Leur premier fils, Xiaowen (孝文), naît en décembre ; il sera suivi d'une fille, Xiaozhang (孝章), l'année suivante.
Durant les années staliniennes qui voient l’élimination de nombreux trotskistes, Tchang Kaï-chek ne fait aucune tentative pour protéger son fils : « Cela ne vaut pas la peine de sacrifier l’intérêt national à mon fils », écrit-il dans son journal,. Il rejette ainsi la possibilité de l’échanger contre le leader du Parti communiste chinois, faisant de la lutte anticommuniste sa priorité,.
Néanmoins, en avril 1937, alors que Tchang Kaï-chek a conclu une trêve avec le PCC pour lutter ensemble contre la menace japonaise, Staline autorise Chiang Ching-kuo et sa famille à rejoindre la Chine, espérant peut-être ainsi favoriser une alliance avec la Chine contre le Japon.

## Retour en Chine (1937-1949)
Pour faciliter sa réadaptation, son père lui assigne le légiste Xu Daolin (徐道鄰) comme mentor. En 1938, il adhère officiellement au KMT et est envoyé au Jiangxi où il forme des cadres, combat la corruption, la consommation d’opium et l’analphabétisme. Ayant donné satisfaction, il est nommé en 1939 contrôleur administratif à Gannan, poste qu’il gardera jusqu’en 1944. Il interdit le tabac, le jeu et la prostitution, et instaure un guichet d’information pour le public. De nouveau, sa gestion donne de bons résultats et est vantée par le KMT dans sa propagande comme « la politique novatrice de Gannan ». Il fonde un village d’orphelins de guerre à la périphérie de Ganzhou comprenant crèche, jardin d’enfant, école primaire, gymnase et hôpital.
En 1939, dans une tentative d’amener Tchang Kaï-shek à négocier, les Japonais menacent de bombarder sa maison familiale où réside encore la mère de Chiang Ching-kuo. Tchang Kaï-shek refuse et Mao Fumei meurt sous les bombes le 12 décembre 1939. Chiang Ching-kuo fait ériger sur sa tombe une stèle « Le sang sera lavé dans le sang ».
Suivant la tradition, son épouse passe beaucoup de temps auprès de la mère de son mari à Fenghua avec les enfants. À Gannan, il noue une liaison avec sa secrétaire Zhang Yaruo (章亞若), qui met au monde des jumeaux en 1941, Zhang Xiaoci-Winston (章孝慈) et Zhang Xiaoyan-John (章孝嚴). Zhang Yaruo meurt quelques mois après et ils seront élevés par son frère et sa belle-sœur. Ce secret de polichinelle ne sera révélé officiellement qu’après la mort de Chiang Ching-kuo en 1988. Zhang Xiaoyan, personnage politique important du KMT, prendra le nom de famille Chiang en 2005. La rumeur, auquel John Chiang lui-même souscrit, veut que Zhang Yaruo ait été empoisonnée par des partisans de Chiang Ching-kuo craignant que sa réputation d’intégrité et sa carrière ne soient compromises par la poursuite de la liaison.
En 1944, il est nommé directeur du service de l’instruction de la Ligue de la jeunesse des Trois Principes du peuple, et occupe la position de lieutenant-général dans la section politique du corps des Jeunes volontaires, une unité recrutant spécialement les jeunes intellectuels.
En juin 1945, il accompagne T. V. Soong en mission diplomatique à Moscou. En décembre, Tchang Kaï-shek le renvoie auprès de Staline en visite personnelle. Dans tous les cas Staline se montre intraitable sur le thème de la Mongolie et exprime sa volonté d’éviter à tout prix la réunification politique de la Chine.
Cette même année naît un fils légitime, Chiang Xiaowu (蔣孝武).

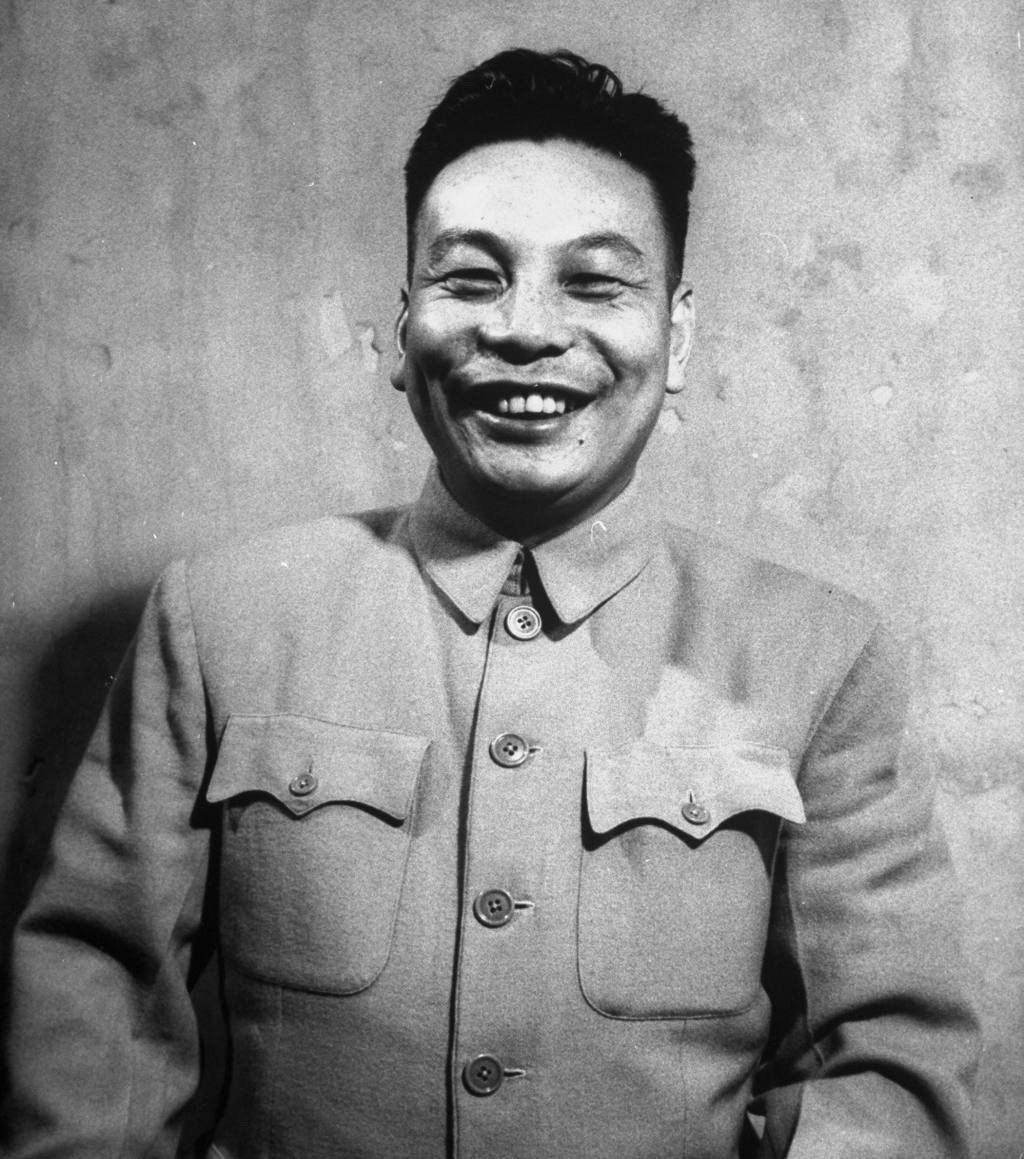
Chiang Ching-kuo en 1948.

En août 1948, il participe à la réunion gouvernementale de réforme monétaire et est nommé membre de la commission de contrôle économique qui doit mettre fin à la corruption, à la prévarication et à l’inflation qui sévissent à Shanghai et discréditent le KMT.
Utilisant des méthodes apprises en Union soviétique, il tente d’imposer une baisse générale des prix et s’attaque à la classe marchande capitaliste. La situation s’aggravant, il vise les plus riches comme Du Yuesheng, membre de la pègre, qui rendit jadis service à Tchang Kaï-shek, et H. H. Kong, beau-frère de sa belle-mère Song Meiling. Ils menacent Tchang Kaï-shek de représailles et ce dernier préfère les épargner. La réforme économique à Shanghai est vouée à l’échec et Chiang Ching-kuo décide de quitter la commission. L'année suivante, le gouvernement du KMT doit se replier à Taïwan.
En 1948, naît son dernier enfant, Chiang Xiaoyong (蔣孝勇).

## Taïwan (1949-1988)
Après l’ultime bataille de Chendu, il rejoint Taïwan avec son père. Il est chargé d’organiser le transfert des devises et de l’or.
De 1950 à 1965, il est directeur de la police secrète et contribue à la formation d’un État policier qui pratique les arrestations arbitraires et torture les dissidents. Il pousse à la démission le gouverneur de Taïwan nommé en 1950, Wu Kuo-chen (吳國楨), démocrate convaincu, et le contraint ainsi que sa famille à l’exil aux États-Unis. Il réorganise l’armée selon le style soviétique et en fait un instrument de propagande du KMT. Sun Liren, héros de la lutte anti-japonaise et commandant en chef de l'Armée de la république de Chine depuis 1950, diplômé de l’Institut militaire de Virginie, ne voit pas cela d’un bon œil. Comme de plus il est populaire auprès des Américains, Tchang Kaï-shek et Chiang Ching-kuo craignent d’être remplacés et l’accusent de préparer un coup d’état avec la CIA. Il est mis aux arrêts domiciliaires en 1955 et n’en sortira qu’en 1988 après la mort de Chiang Ching-kuo ,. Malgré des articles négatifs dans la presse américaine, l’importance du KMT en tant qu’allié dans la lutte anticommuniste maintient l’aide américaine.
De 1955 à 1960, il supervise la construction du système routier.
De 1965 à 1969, il est ministre de la Défense, puis vice-premier ministre de 1969 à 1972.
En 1970, lors de sa quatrième visite aux États-Unis, il échappe à un attentat organisé par des étudiants indépendantistes Huang Wenxiong (黃文雄) et Zheng Zicai (鄭自才).
De 1972 à 1978, il est premier ministre. En 1975, à la mort de son père, il lui succède à la tête du KMT, tandis que le vice-président Yen Chia-kan occupe le poste de président par intérim. En 1978, Chiang Ching-kuo est élu président par l’Assemblée nationale (composée de députés inamovibles depuis 1949). Il est réélu en 1984 et meurt en fonction en 1988.
Il lance une série de plans de développement national : « les quatorze projets majeurs de construction », « les dix projets majeurs », « les 12 projets majeurs ». Le deuxième en particulier, de 1974 à 1979, permet un décollage économique. Ainsi, le taux de croissance économique qui était de 1,16 % en 1974 était passé à 13,86 % en 1976, tandis que le taux d’inflation diminuait considérablement. Taïwan devient le deuxième détenteur mondial de devises étrangères.
Le 16 décembre 1978, les États-Unis rompent les relations diplomatiques avec Taïwan. Le Taiwan Relations Act gouvernera désormais les relations entre les deux pays. Les conseillers militaires américains quittent l’île. La Chine populaire déclare qu’elle poursuivra désormais la réunification de la Chine par des voies pacifiques. Chiang Ching-kuo prend acte, mais fait proclamer le 4 avril 1979 par le KMT le principe des « trois non » devant gouverner les relations entre les deux gouvernements : pas de contact, pas de négociation, pas de compromis. Le détournement d’un avion de China Airlines le 3 mai 1986 obligera néanmoins les autorités taïwanaises à déroger à cette règle.
Le 10 décembre 1979, des membres de la revue Formosa représentant l’opposition au KMT organisent une manifestation qui dégénère et aboutit à l’arrestation de nombreuses personnes qui seront jugées pour trahison (incident Formosa),. Chiang Ching-kuo s’oppose à ce que la peine de mort soit requise contre eux pour ne pas faire d’eux des martyrs ni ternir les relations avec les États-Unis.
Chiang Ching-kuo a conscience que pour ne pas compromettre le développement du pays il est nécessaire de libéraliser le régime. Dans les années 1980, les articles et les rassemblements d’opposants au KMT ne font plus l’objet de répression, et aucune action n’est entreprise contre les partis politiques dissidents. Le DPP est fondé le 28 septembre 1986. Chiang Ching-kuo décide aussi de faire entrer plus de Taïwanais dans l’administration et l’armée, où dominent massivement les personnes venues du continent chinois après 1949 et leur famille. Pour cela, il choisit Lee Teng-hui comme successeur virtuel. Ce dernier sera élu vice-président en 1984 et deviendra président en 1988. Le général Wang Sheng (王昇), directeur du service de la guerre politique, ami et fidèle de longue date qui visait le poste de vice-président, est écarté par le biais d'un poste d'ambassadeur au Paraguay.
En 1984, les services secrets prennent l’initiative de faire assassiner aux États-Unis par des membres de la pègre Liu Yiliang (劉宜良), nom de plume Jiangnan (江南), auteur d’une biographie de Chiang Ching-kuo. Le gouvernement américain exprime son mécontentement. Chiang Ching-kuo ordonne l’arrestation de plusieurs personnes dont le directeur et le directeur-adjoint du renseignement militaire, ainsi que la refonte de ce service. Les autorités taïwanaises sont reconnues responsables en 1989 par un tribunal américain. 
Le 15 juillet 1987, Chiang Ching-kuo met fin à la loi martiale en vigueur depuis 1949. Les visites familiales sur le continent chinois sont autorisées.
Chiang Ching-kuo, qui souffre depuis longtemps de diabète, une maladie familiale, meurt le 13 janvier 1988, à l’âge de 78 ans, d’insuffisance cardiaque compliquée par une hémorragie. Il est enterré comme son père à Daxi, Taoyuan, dans un mausolée individuel.

## Mariage et enfants
Il épousa en 1935 en Union soviétique Faïna Ipat'evna Vakhreva (en Фаина Ипатьевна Вахрева, en biélorusse : Фаіна Іпацьеўна Вахрава, Fayina Ipaćjeŭna Vachrava), nommée Chiang Fang-liang (蔣方良) en chinois (1916-2004). Ils eurent trois fils et une fille :
- Chiang Hsiao-wen (Jiang Xiaowen 蔣孝文) (1935–1989)
- Chiang Hsiao-chang (Jiang Xiaozhang 蔣孝章) (1936–)
- Chiang Hsiao-wu (Jiang Xiaowu 蔣孝武) (1945–1991)
- Chiang Hsiao-yung (Jiang Xiaoyong 蔣孝勇) (1948–1996)

D’une liaison avec Zhang Yaruo (章亞若), sa secrétaire à Gannan, il eut des jumeaux : Chang Hsiao-tzu (Zhang Xiaoci 章孝慈) (1941–1996) et Chang Hsiao-yen (Zhang Xiaoyan 章孝嚴) (1941–), qui fut ministre des Affaires étrangères (1996-1997) puis vice Premier ministre (1997-1999) de Taiwan, et réélu député en 2008. Il changea son nom de famille en 2005, devenant Chiang Hsiao-yen.

## Galerie

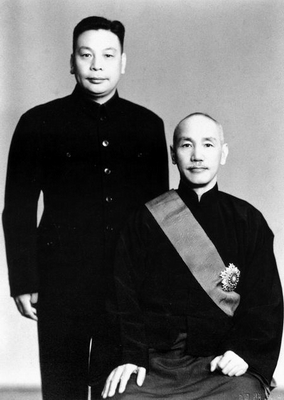
Chiang Ching-kuo et Tchang Kai-shek (1948).
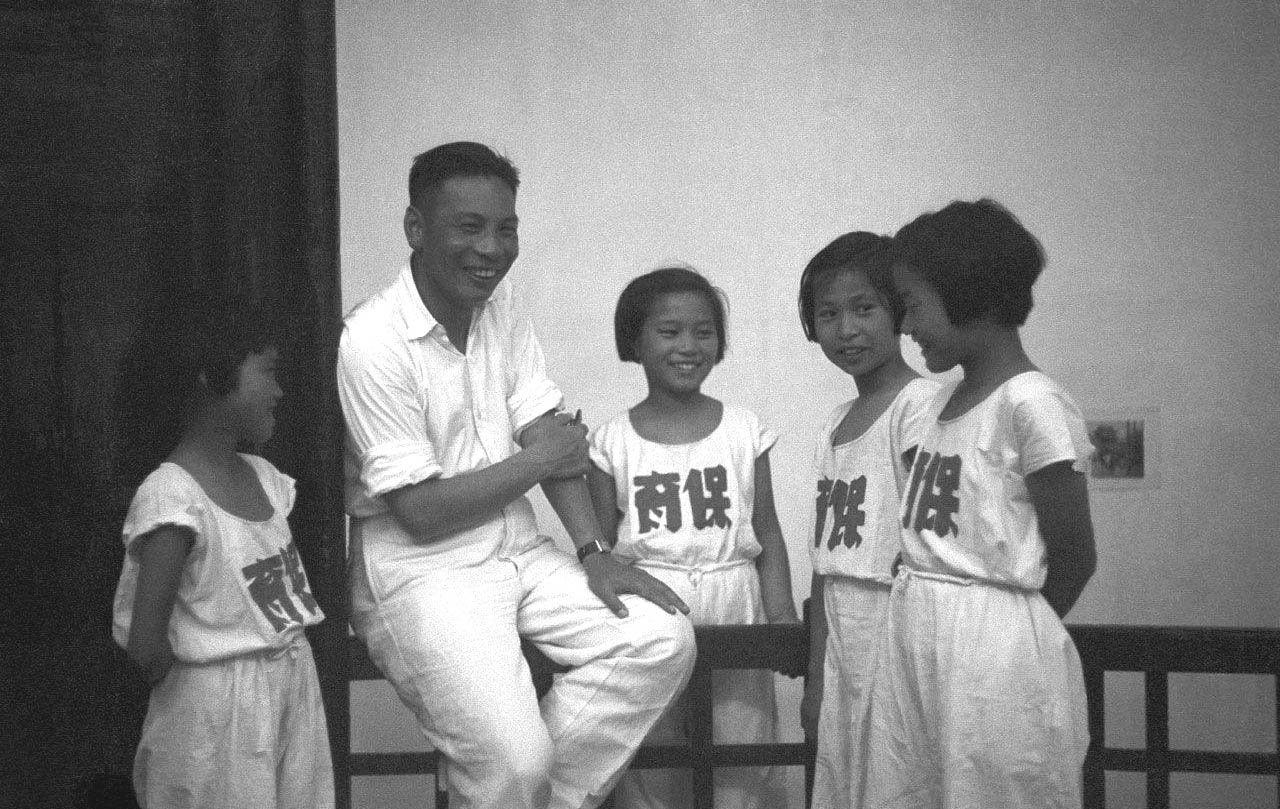
Chiang Ching-kuo à Gannan.
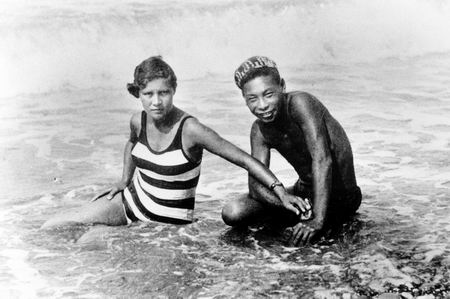
Faina Vakhreva et Chiang Ching-kuo (1935).
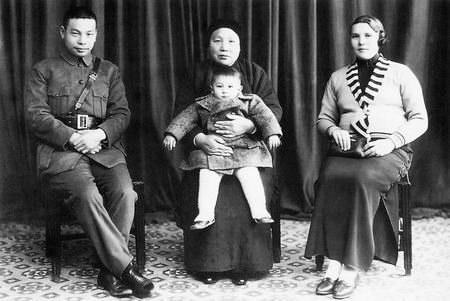
Chiang Ching-kuo, Mao Fumei portant Chiang Hsiao-wen et Faina (1937).
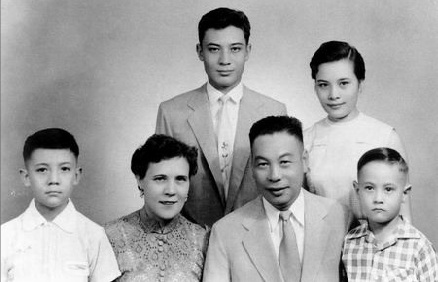
Le couple Chiang et leurs enfants.

### Source
- Biographie officielle